# Picaña
Picaña (oficialmente en valenciano: Picanya) es un municipio español de la Comunidad Valenciana perteneciente a la provincia de Valencia, en la comarca de la Huerta Sur.

## Geografía
El término municipal se sitúa en una llanura con una altitud media de 15 m sobre del nivel del mar; tiene unas 770 hectáreas atravesadas por el barranco de Chiva, ocupadas en gran parte por varias explotaciones agrícolas, con predominio de cítricos y cultivos de temporada, así como viveros de plantas y flores. A los numerosos recursos para el esparcimiento deportivo, se suman los más de 300 000 m² de zona verde, que suponen más de 20.000 unidades botánicas arbóreas.
El término municipal de Picaña limita con las localidades de Alacuás, Catarroja, Chirivella, Paiporta, Torrente y Valencia, todas ellas de la provincia de Valencia.

## Historia

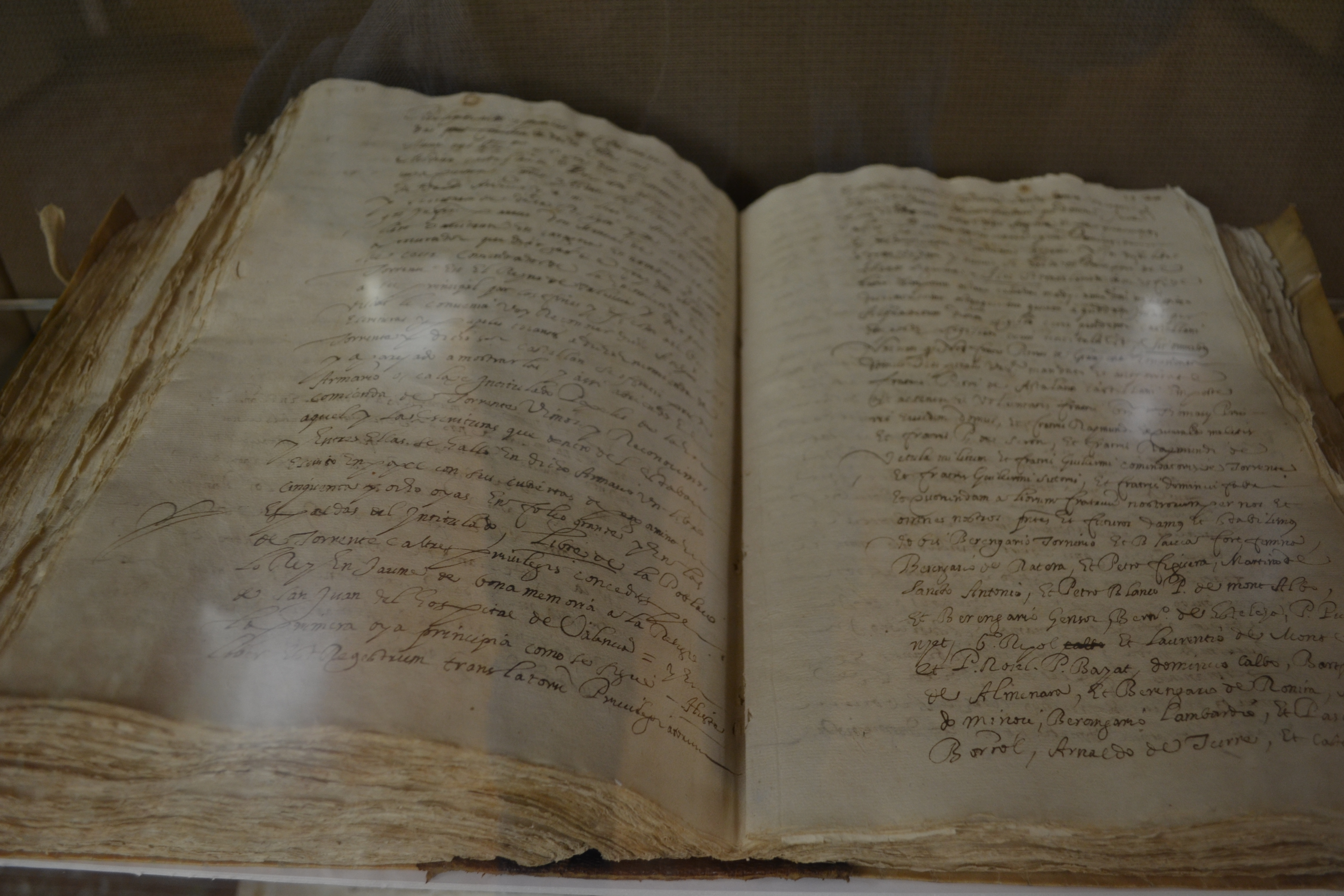
Carta Puebla de Picaña y Torrente (1248).

Inicialmente era una alquería musulmana que fue donada por el rey Jaime I a la Orden de los Hospitalarios junto con la de Vistabella, que fue anexionada al lugar. Los Hospitalarios, otorgaron carta de población el año 1248. Dentro de su término se encontraba el sitio de Benàger, que junto con el de Faitanar han dado nombre a la acequia de Benágeber-Faitanar, derivada de la de Cuart, pero organizada autónomamente. El barrio de la Florida perteneció al municipio hasta que fue incorporado al de Paiporta, en el año 1964. El año 1596 se creó la Cofradía de la Sangre, cuyas constituciones serían aprobadas por San Juan de Ribera. Los miembros de la cofradía eran mayoritariamente habitantes de Picaña y Vistabella; pero también podían formar parte vecinos de otros pueblos de la comarca.
Fue la primera localidad valenciana en pedir el Estatuto de Autonomía para la Comunidad Valenciana el 25 de abril de 1977.

### Gota fría de 2024
A finales de octubre de 2024, el municipio sufrió catastróficas inundaciones debido a un temporal de gota fría, que arrasó con carreteras, puentes y viviendas, dejando más de 200 muertos y cientos de damnificados en la provincia de Valencia. Las intensas lluvias desbordaron ríos y sistemas de drenaje, sumergiendo calles enteras bajo el agua y causando estragos en cultivos y propiedades.
Tras la tragedia, Picaña ha comenzado una labor de recuperación. El Ministerio de Transportes ha aprobado un proyecto para reconstruir cuatro de los puentes dañados por la riada. Asimismo, la Generalidad Valenciana ha impulsado el Plan Especial Urbanístico de Reconstrucción de la localidad. Por su parte, el Ayuntamiento de Picaña instalará una pieza conmemorativa como homenaje a las víctimas de la riada. Se nombrará “Puente de la Memoria” y se encontrará en una de las pasarelas arrasadas por el agua.

## Demografía
Picaña cuenta con una población de 11 876 habitantes (INE 2024).
| Gráfica de evolución demográfica de Picaña entre 1842 y 2021 |
| |
| Población de derecho según los censos de población del INE Población de hecho según los censos de población del INEEn 1857 crece el término del municipio porque incorpora a Vistabella |

Picaña forma una conurbación con Paiporta, población limítrofe.

## Economía
Con una agricultura, basada en la producción de cítricos y cultivos de temporada, y empresas sobre todo del sector terciario, principalmente en distribución, logística y servicios..
Picaña tiene dos polígonos industriales (Alquería de Moret y Raga) y dos zonas industriales (Faitanar-Vistabella y Sur).
En Picanya el mercado municipal está dedicado a la venta de productos frescos de alimentación y se encuentra en el cruce entre la calle marqués del Túria y la calle del Mercat; en las calles adyacentes, todos los jueves, tiene lugar el Mercado No Sedentario o Mercat de Dijous en el que se venden productos textiles para el hogar, prendas de vestir, menaje y ferretería, calzado y complementos, especias y aromáticas, plantas y flores y masas fritas como churros y buñuelos.

## Comunicaciones

### Por carretera
Picaña está comunicada directamente con una red extensa y de calidad de autovías.
- Aeropuerto de Valencia (12 km), Puerto (13 km), A-3 (6 km), V-30 (3 km), Valencia ciudad (6 km), A-7 o E-15 (9 Km), parque tecnológico (18 km).

### Metro
Dispone de estación propia. Se puede acceder a esta localidad a través de las líneas 1, 2 y 7 de Metrovalencia.

### En autobús
Las siguientes líneas de MetroBus Valencia prestan servicio al municipio.
| Línea | Recorrido                                        | Operador        |
| ----- | ------------------------------------------------ | --------------- |
| 153N  | Nocturno Valencia – Paiporta – Picaña – Torrente | Fernanbús       |
| 186A  | Paiporta - Albal - Torrente - Paiporta           | Autocares Herca |
| 186B  | Albal - Paiporta - Torrente - Albal              | Autocares Herca |

## Administración y política
| Periodo   | Nombre                  | Partido   |
| --------- | ----------------------- | --------- |
| 1979-1983 | Ciprià Císcar Casaban   | PSPV-PSOE |
| 1983-1987 | Josep Almenar i Navarro | PSPV-PSOE |
| 1987-1991 | Josep Almenar i Navarro | PSPV-PSOE |
| 1991-1995 | Josep Almenar i Navarro | PSPV-PSOE |
| 1995-1999 | Josep Almenar i Navarro | PSPV-PSOE |
| 1999-2003 | Josep Almenar i Navarro | PSPV-PSOE |
| 2003-2007 | Josep Almenar i Navarro | PSPV-PSOE |
| 2007-2011 | Josep Almenar i Navarro | PSPV-PSOE |
| 2011-2015 | Josep Almenar i Navarro | PSPV-PSOE |
| 2015-2019 | Josep Almenar i Navarro | PSPV-PSOE |
| 2019-2023 | Josep Almenar i Navarro | PSPV-PSOE |
| 2023-act. | Josep Almenar i Navarro | PSPV-PSOE |

## Cultura

### Patrimonio

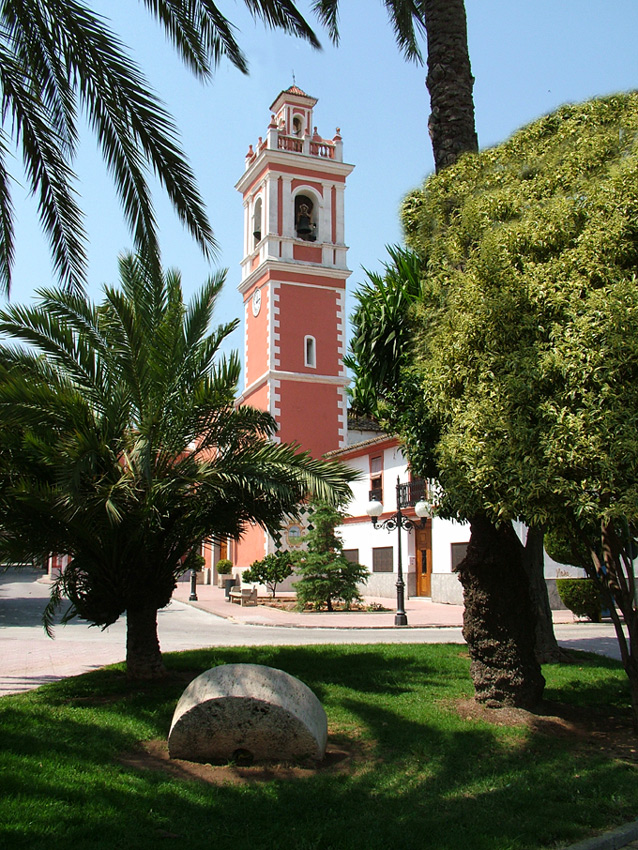
Iglesia de Montserrat

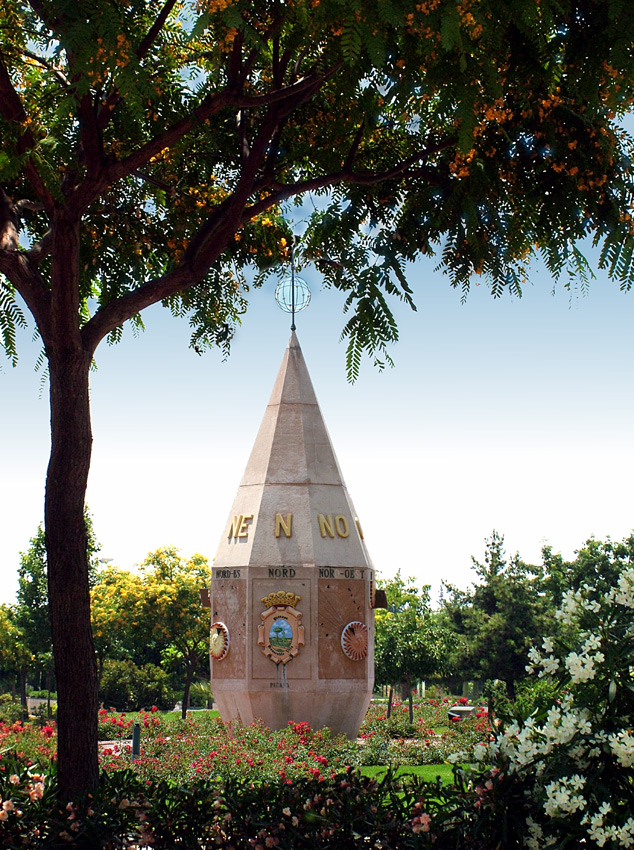
Rosa de los vientos

#### Arquitectura y monumentos
- Iglesia parroquial. Está dedicada a la Virgen de Montserrat. Data del siglo XVII.
- Alqueria de Moret. Conjunto arquitectónico de finales del siglo XIX, típico de la zona de la huerta de València. Tras una intensa rehabilitación de varios años a cargo de programas de formación de jóvenes, las Escuelas Taller y Casas de Oficio Archivado el 19 de junio de 2019 en Wayback Machine., es ahora el Centro de Desarrollo Local Alquería de Moret; un espacio municipal en el que se prestan los servicios de formación y mediación laboral así como de servicios a empresas y comercios de la localidad.[16]
- Huerto de Montesinos
- Huerto de Barral-Coll
- Huerto de les Palmes
- Huerto de Lis

#### Parques y jardines
- Parque Europa. El parque Europa está situado junto a las calles Hospitalaris y la Av. Jaume I, dispone de amplia zona ajardinada, zonas de juego infantiles, fuentes de agua decorativas y para beber y pistas de petanca. Lo atraviesa el carril bici.
- Parque Panazol. Este extenso parque está situado en la calle Germanies, muy cerca del pabellón deportivo municipal. El carril bici que une Picaña y Paiporta pasa por el mismo. Dispone de fuente de agua, zona de paseo arbolada y parque de juegos infantil.
- Parque de la Primavera
- Parque de la Estación
- Parque de Vistabella
- Parque de Bellavista
- Parque de les Albízies
- Parque infantil Paseo de las Letras
- Jardín botánico
- Parque de patinaje y monopatín
- Parque Jove

#### Murales y arte callejero
- Mural de la calle de la Paz
- Escenario de la plaza del País Valencià
- Mural de la torre de agua
- Fachada del mercado municipal
- Templete de los Amantes
- Mural homenaje al TBO del edificio de la calle marqués del Túria
- Mural del edificio de la calle Valencia, junto al puente Viejo
- Mural fachada conservada en calle Alquería Rulla

### Fiestas
- San Antonio Abad. Tiene lugar el 17 de enero con la tradicional bendición de los animales. Acude gente de otros pueblos con caballos, carros y calesas.
- Fallas. En la actualidad existen cuatro fallas y una Junta Local Fallera. Por orden de antigüedad, la primera falla en aparecer fue la Falla Barrio del Carmen, que como su propio nombre indica, está ubicada en el barrio del Carmen de la población, un barrio que pertenece al casco antiguo del pueblo. Posteriormente, apareció la Falla plaza del País Valenciano, y por último la falla Avenida Santa María del Puig. Cabe resaltar, que desde 1981 hasta 1993 existió una cuarta falla llamada Falla Colón, que terminó desapareciendo. La última Comisión en aparecer fue la Falla Vistabella, que se fundó en 2018. En cuanto a la Junta Local Fallera, se fundó en el año 1981 y desde ese momento, se encarga de marcar las pautas que deben seguir las fallas en los diferentes concursos y actos. La Junta Local, cuenta con el presidente honorífico, que es el alcalde que esté gobernando en ese momento, y que tiene un papel, más bien simbólico. Además, está el presidente ejecutivo y sus delegados, que pertenecen a las cuatro comisiones. Por último, es importante resaltar que la Junta Local, cuenta cada año con dos falleras mayores del pueblo, que son la máxima representación en el mundo de las fallas picañeras y que se eligen de manera rotativa entre las cuatro Comisiones de Falla, de manera que todas puedan estar representadas. Las Falleras Mayores cada año están acompañadas de sus respectivas Cortes de Honor, pertenecientes a todas las Fallas.
- Corpus Christi. Este día se hace una enramada de pétalos de flores a lo largo de las calles por los cuales transcurre la procesión. Esta fiesta es de antiquísima tradición y en ella bailan los grupos de danzas propios de esta procesión.[17]
- Fiestas Mayores. Se celebran en honor al Ecce Homo (La Sang) y a la Virgen de Montserrat, el segundo miércoles después de San Pedro y el 8 de septiembre. Alrededor de estos días hay pasacalles, actuaciones musicales y de teatro, cabalgatas, procesiones, ofrendas de flores, etc.

## Ciudades hermanadas
Picaña está hermanada desde el año 1992 con: 
- Panazol (Francia)[18]